# Akephorus
Akephorus is een geslacht van kevers uit de familie van de loopkevers (Carabidae). De wetenschappelijke naam van het geslacht is voor het eerst geldig gepubliceerd in 1851 door LeConte.

## Soorten
Het geslacht Akephorus omvat de volgende soorten:
- Akephorus marinus Leconte, 1852
- Akephorus obesus (LeConte, 1866)